# Wolfgang Krauß (Theologe)
Wolfgang Krauß (* 22. Februar 1954 in Kaiserslautern) ist ein deutscher Theologe, Täufer-Forscher und mennonitischer Prediger. Von 1984 bis 2009 war er im Deutschen Mennonitischen Friedenskomitee (DMFK) als Friedensarbeiter tätig. Beim 2. Augsburger Predigtslam am 26. Juli 2012 während des Augsburger Hohen Friedensfests gewann er den zweiten Preis. Er ist derzeit Initiator der Aktion „Wieder Täufer in Augsburg und anderswo“.
Krauß ist verheiratet und hat vier erwachsene Kinder. Er lebt und arbeitet in Augsburg und in Bammental als Prediger, Publizist und Übersetzer.

## Schriften
- Was gehört dem Kaiser. Das Problem der Kriegssteuer. Agape-Verlag, Weisenheim 1984. ISBN 3-88744-003-X.
- Michael Sattler – Benediktinermönch, radikaler Reformator, Staatsfeind und Erzketzer. In: Junge Kirche. Zeitschrift für europäische Christen, 4/1990[3]
- Zeugnis oder Verantwortung? In: Mennonitisches Jahrbuch 2004 (Neufeld Verlag)
- Kosten und Nutzen der Toleranz. In: Mennonitisches Jahrbuch 2006 (Neufeld Verlag)
- mit Barbara Hege-Galle, Christoph Landes, Dieter Landes, Willi Ferderer, Rainer Wiebe: Antworten mennonitischer Werke auf die Frage nach sozialer Verantwortung. In: Mennonitisches Jahrbuch 2007 (Neufeld Verlag)
- Wachsen aus den Wurzeln – unsere Geschichte weitererzählen. In: Mennonitisches Jahrbuch 2009 (Neufeld Verlag)
- Evangelisation, Taufe und Gemeindemitgliedschaft. In: Mennonitisches Jahrbuch 2010 (Neufeld Verlag)

## Übersetzungen
- John Howard Yoder: Die Politik des Leibes Christi: Als Gemeinde zeichenhaft leben. Neufeld Verlag, Schwarzenfeld, 2011, ISBN 3-86256-016-3.
- John Howard Yoder: Die Politik Jesu. Neufeld Verlag, Schwarzenfeld, 2012., ISBN 3-937896-09-0.
- John Howard Yoder: Was würden Sie tun?: Eine ernsthafte Antwort auf eine oft gestellte Frage. Agape Verlag, Weisenheim 1985, ISBN 3-88744-004-8.